# Postřelmov

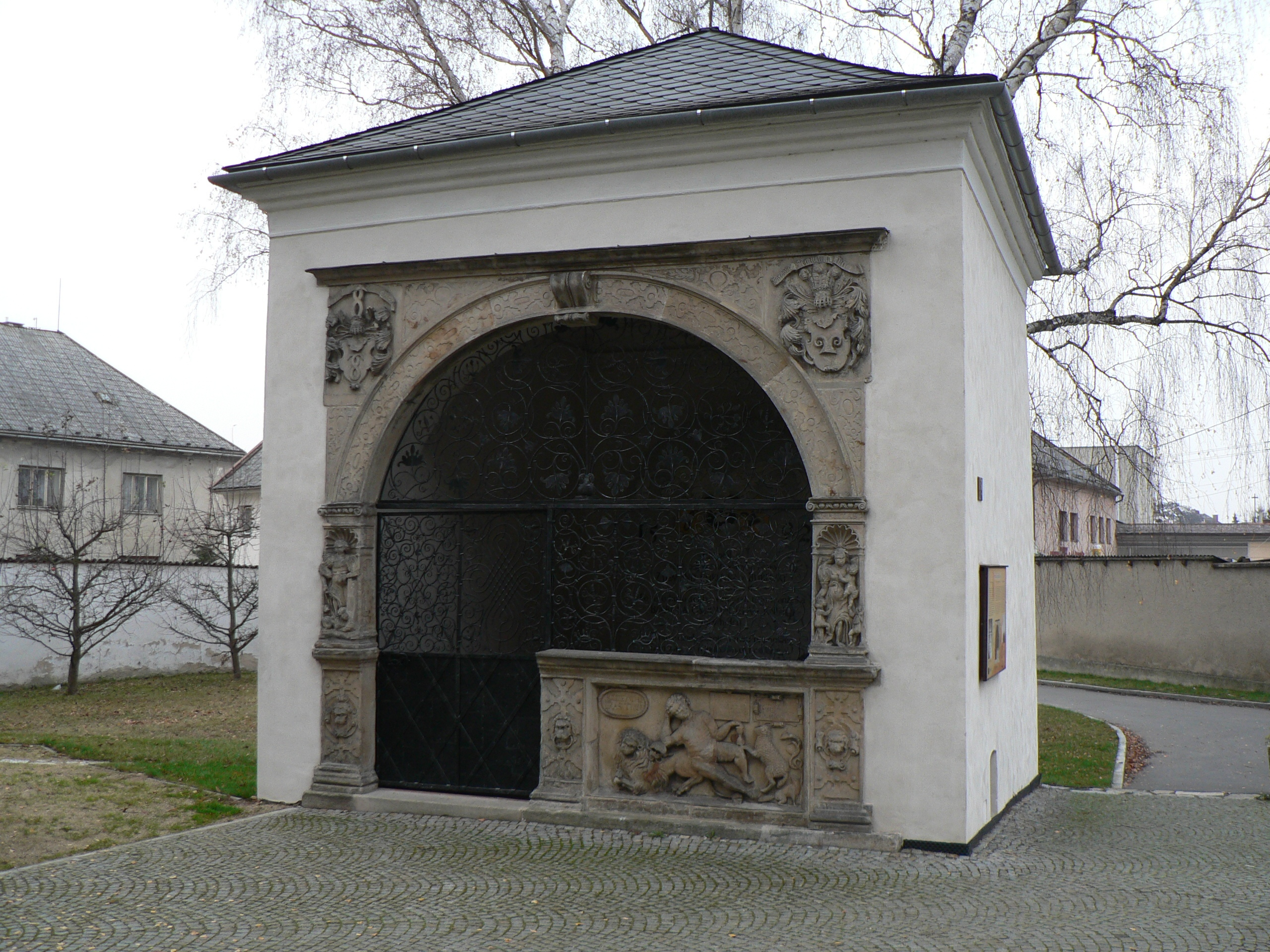
Gruft der Bukuvky von Bukuvka

Postřelmov (deutsch Großheilendorf) ist eine Gemeinde in Tschechien. Sie liegt vier Kilometer nordöstlich von Zábřeh und gehört dem Okres Šumperk an.

## Geographie
Postřelmov befindet sich am Fuße der Úsovská vrchovina (Ausseer Hügelland) in der Müglitzer Furche (Mohelnická brázda). Die Gemeinde liegt rechtsseitig der Einmündung der Desná in die March und wird vom Bach Postřelmovský potok durchflossen. Im Westen führt die Staatsstraße I/44 von Zábřeh nach Bludov in einer Ortsumfahrung um Postřelmov. Durch den Ort verläuft die Eisenbahnstrecke Česká Třebová – Mohelnice, von der nördlich die Strecke nach Šumperk abzweigt. Nördlich erhebt sich die Brousná (364 m), im Südosten die Markovice (Hoher Steinberg, 475 m).
Nachbarorte sind Bludovský Mlýn und Bludov im Norden, Sudkov im Nordosten, Kolšov im Osten, Kopanice und Lesnice im Südosten, Pazderna, Nový Dvůr und Leština im Süden, Zábřeh im Südwesten, Rovensko im Westen sowie Postřelmůvek, Vyšehoří und Chromeč im Nordwesten.

## Geschichte
Die erste schriftliche Erwähnung von Gross Heilendorf erfolgte im Jahre 1349 als Vladikesitz, zu dem auch Závořice gehörte. Sowohl in Postřelmov als auch Závořice bestand eine Feste und ein Hof. In der Folgezeit kam es zur Zerteilung der Güter und die Besitzer wechselten oftmals. Zu ihnen gehörten die Geschlechter von Rájec, Kolšov, Mírov, Víckov und ab 1464 die Zwole. Ab 1436 erwarben die Tunkl auf Brníčko und Zábřeh große Teile der umliegenden Güter, darunter Kolšov, Lesnice und Závořice, jedoch nicht Postřelmov. Georg d. Ä. Tunkl ließ die seit dem 14. Jahrhundert in der Marchaue südlich von Postřelmov bestehenden Teiche wesentlich ausbauen. Auf dem Fluren des Dorfes Závořice ließ er den Großen und Kleinen Zadworschitzer Teich (Závořické rybníky) anlegen. Wegen der für den Bau und die Unterhaltung der Teiche den Untertanen auferlegten hohen Lasten kam es 1494 zu einem Aufstand. Dabei überfielen rebellierende Untertanen Georg den Älteren Tunkl und verletzten ihn tödlich.
Um 1500 erwarb Peter von Zierotin auf Šumperk das gesamte Dorf Postřelmov. 1568 verkauften die Zierotiner Postřelmov den Herren von Boskowitz, die es der Herrschaft Hohenstadt zuschlugen. Postřelmov gehörte zu den größten Dörfern der Herrschaft, 1585 sind im Urbar 52 Anwesen, davon 37 Bauernwirtschaften ausgewiesen. 1589 vermachte Jan von Boskovic Hohenstadt mit Hochstein an seinen Neffen Ladislav Velen von Zerotein. Nach der Schlacht am Weißen Berg verloren die Žerotíner 1622 die Herrschaften und Karl von Liechtenstein erhielt sie gegen einen geringen Obolus. 1665 wurde an Stelle der abgebrannten Holzkirche, eine neue steinerne errichtet. Im Hufenregister von 1677 sind 51 Wirtschaften, darunter 28 Bauern, und der Závořicer Hof verzeichnet. Die Zadworschitzer Teiche wurden zu Beginn des 19. Jahrhunderts abgelassen und in Ackerland gewandelt. 1834 bestand Postřelmov aus 115 Häusern; das landwirtschaftlich geprägte Dorf hatte 355 Einwohner. Im Laufe der Zeit wurde der Ort auch als Velký Postřelimov bezeichnet.
Nach der Aufhebung der Patrimonialherrschaften bildete Velký Postřelimov / Groß Heilendorf mit dem Ortsteil Vyhnálov / Wechnalow ab 1850 eine politische Gemeinde im Bezirk Hohenstadt. Nachdem der Mährisch Schönberger Unternehmer Ignaz Seidl 1864 in Sudkov eine mechanische Spinnerei in Betrieb genommen hatte, verdiente sich ein Teil der Bewohner von Postřelmov den Lebensunterhalt. 1871 begann der Eisenbahnverkehr von Hohenstadt nach Mährisch Schönberg und Zöptau. 1893 wurde Postřelmov / Großheilendorf zum amtlichen Ortsnamen. Einen knappen Kilometer außerhalb des Dorfes befand sich auf freiem Feld die Bahnstation, zu Beginn des 20. Jahrhunderts siedelten sich Fabriken an. 1901 entstand die Maschinenfabrik und Eisengießerei J. Vítek. 1909 folgte die Zündwarenfabrik Gebrüder Scheinost, die drei Jahre später von der Helios AG übernommen wurde. Weitere Unternehmen waren eine genossenschaftliche Brennerei, eine Zementwarenfabrik und Dachpappenfabrik. Dadurch wandelte sich der Charakter des Dorfes zu einer Industriegemeinde. Im Jahre 1900 hatte die Gemeinde 1316 Einwohner und bestand aus 151 Wohnhäusern. Die Arbeiter waren vor allem Tschechen und nach der Gründung der Tschechoslowakei bildete Postřelmov das Zentrum der Tschechen im Bezirk Hohenstadt. 1923 entstand die Glasschleiferei J. Kvapil und 1931 errichtete der Olmützer Unternehmer Jan Wagner mit der Elektrotechnické závody a.s. ein großes Werk für Elektrotechnik. 1930 lebten in den 255 Häusern des Ortes 1975 Menschen, davon 20 Deutsche.
Nach dem Münchner Abkommen wurde der Ort 1938 dem Deutschen Reich zugeschlagen und gehörte bis 1945 zum Landkreis Hohenstadt. 1939 lebten in Großheilendorf 1833 Menschen. Die elektrotechnische Fabrik wurde dem deutschen Unternehmen Metzenauer & Jung zugeschlagen, auch die Maschinenfabrik J. Vítek ging in deutsche Hände. Im Jung-Werk Großheilendorf erfolgte während des Zweiten Weltkrieges die Fertigung von Mausern 98k; das Werk wurde im Mai 1945 verstaatlicht und dem Unternehmen Moravskoslezské elektrotechnické závody (MEZ) angeschlossen. 1948 erfolgte die Verstaatlichung der anderen Industriebetriebe von Postřelmov. Im Jahre 1950 bestand die Gemeinde aus 326 Häusern und hatte 1735 Einwohner. Nach der Auflösung des Okres Zábřeh kam Postřelmov mit Beginn des Jahres 1961 zum Okres Šumperk. 1991 lebten in Postřelmov 3202 Menschen, der Ort bestand aus 513 Häusern, davon 440 Einfamilienhäuser.

## Gemeindegliederung
Für Gemeinde Postřelmov sind keine Ortsteile ausgewiesen. Zu Postřelmov gehört die Ansiedlung Pazderna (Wechnalow).

## Sehenswürdigkeiten

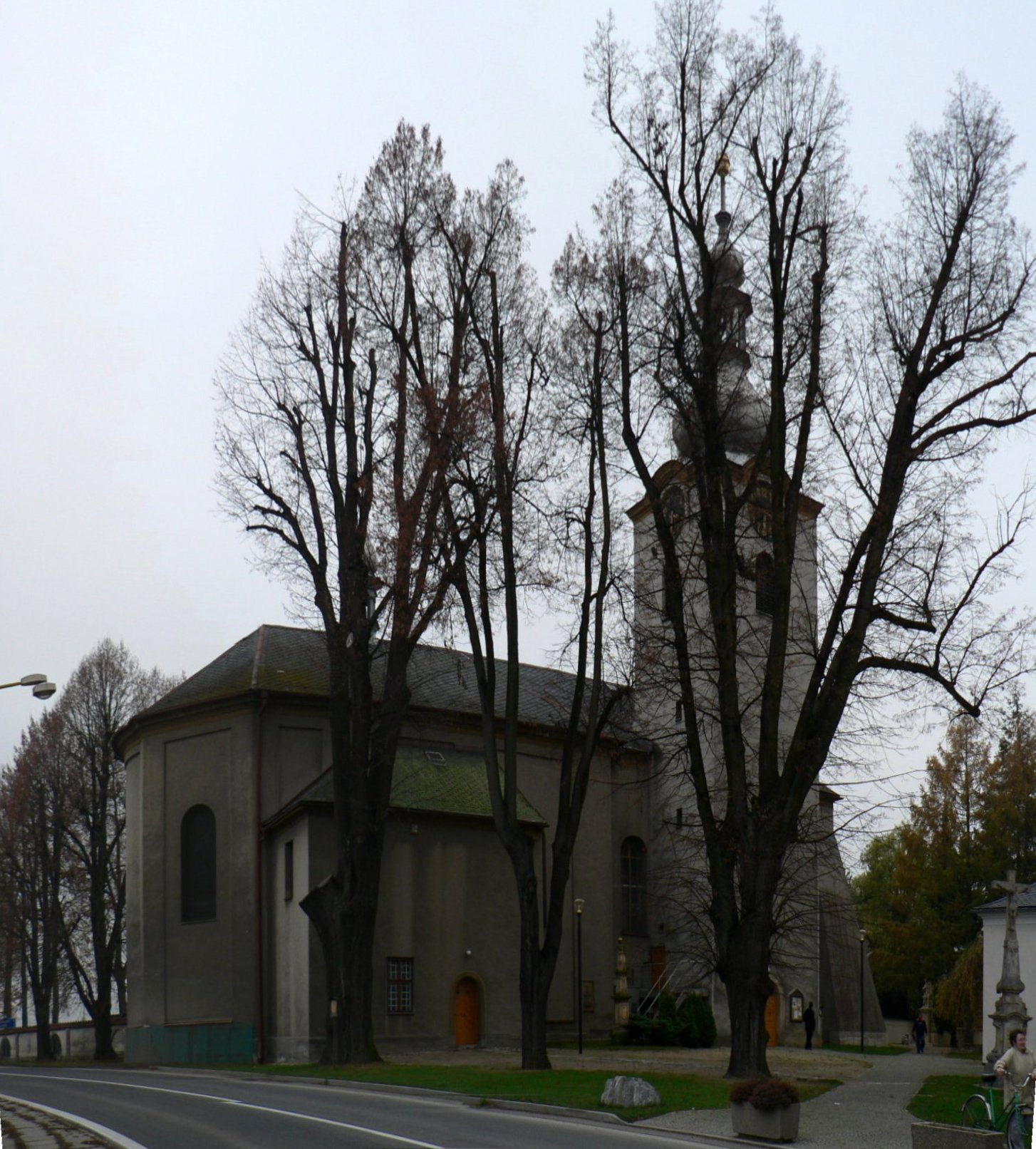
Kirche des hl. Matthäus

- Kirche des hl. Matthäus, frühbarocker Bau von 1665
- Gruft der Familie Bukuvky von Bukuvka (Bukůvkové z Bukůvky) auf Chromeč aus dem Jahre 1592, bei der Kirche
- frühbarocke Kapelle des hl. Prokop an der Straße nach Chromeč, aus dem Jahre 1696
- barocke Kapelle Mariä Himmelfahrt, aus dem Ende des 18. Jahrhunderts
- Statue des hl. Johannes von Nepomuk, die Barockfigur aus dem Jahre 1732 stand ursprünglich an der Eisenbahntrasse und wurde auf den Friedhof umgesetzt
- Jursa-Gut, schmuckvoller Bau in Volksbauweise